# Gustaf Wesslau
Gustaf Wesslau (né le 18 mars 1986 à Upplands Väsby en Suède) est un joueur professionnel suédois de hockey sur glace.

## Carrière de joueur

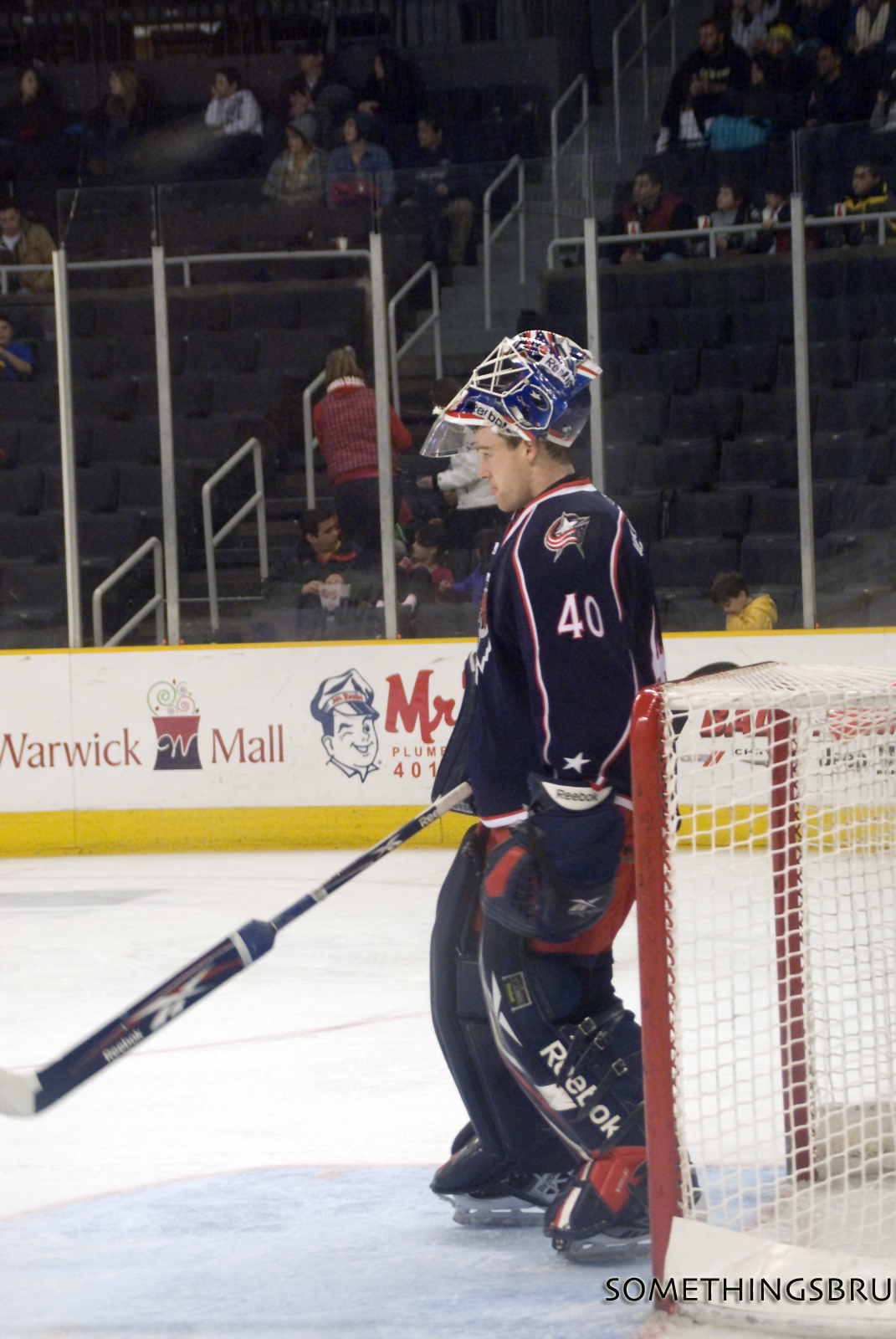
Gustaf Wesslau, jouant avec les Falcons de Springfield pendant la saison 2010-2011, ici contre les Bruins de Providence (Ligue américaine de hockey (AHL)).

Gardien de but originaire de Suède, il évolue dans l'Allsvenskan et dans l'Elitserien. Il signe un premier contrat en sol nord-américain le 5 mai 2010 avec les Blue Jackets de Columbus. Il est assigné pendant une saison aux Falcons de Springfield dans la LAH.
Depuis 2015, il joue dans l'équipe de Cologne (Kölner Haie) comme gardien principal. 